# 春江農業協同組合

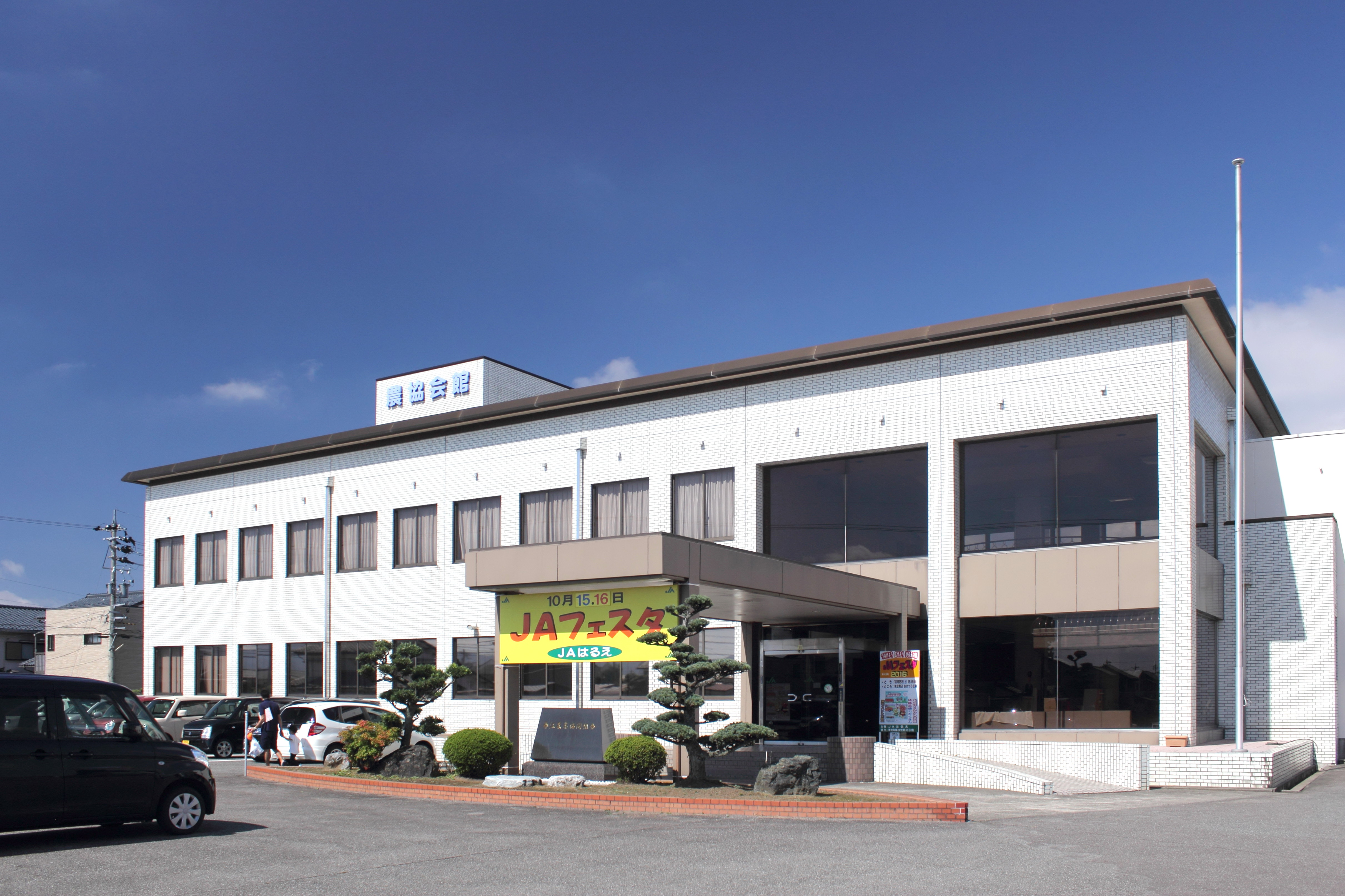
旧春江農業協同組合 本店

春江農業協同組合（はるえのうぎょうきょうどうくみあい）は、かつて福井県坂井市に本店を置いていた農業協同組合（JA）。通称はJAはるえ。
2020年（令和2年）4月1日に、越前たけふ農業協同組合（JA越前たけふ）を除く福井県内の各JAと合併し福井県農業協同組合（JA福井県）が発足。これに伴い、JAはるえは廃止された。

## 概要
- 管轄の区域は坂井市春江町。春江町以外の坂井市は花咲ふくい農業協同組合（JA花咲ふくい）の管轄となっていた。
- 旧本店:福井県坂井市春江町本堂22-15（現在はJA福井県の坂井地区春江支店となっている[5]）